# Caspar Feuchtmayer
Caspar Feuchtmayer, o Feichtmayr (1639 – Weilheim in Oberbayern, 1704 circa) è stato un architetto tedesco.

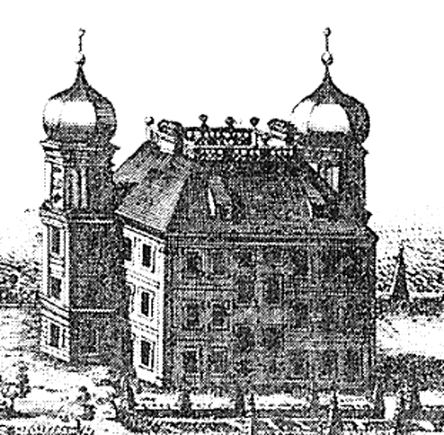
Castello di Ammerland

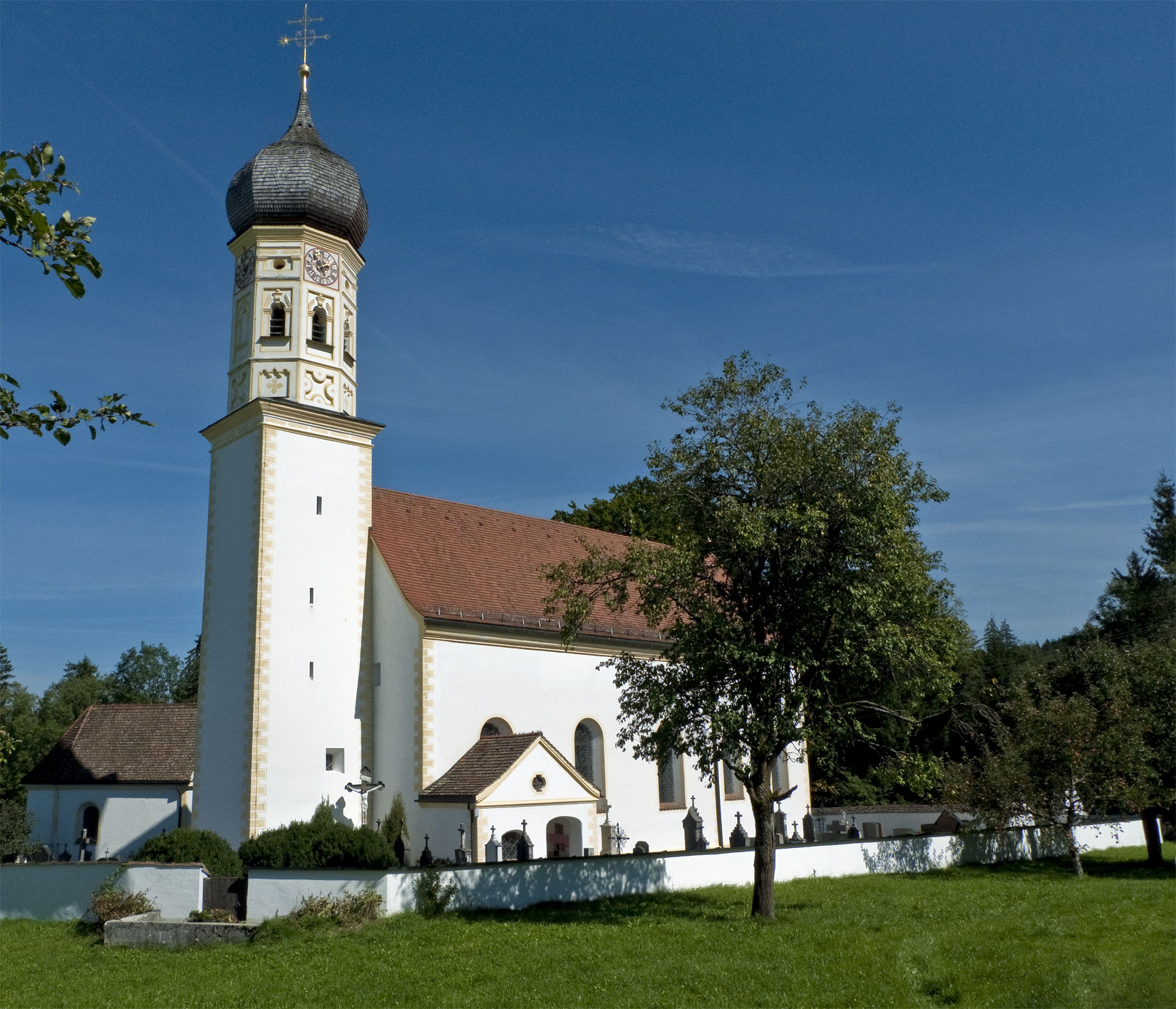
St. Johannes d. T. in Fischbach

Fu il primo della ben nota famiglia di artisti Feuchtmayer.

## Biografia
Feichtmayr, insieme al collega Johann Schmuzer, fu fondatore della Scuola di Wessobrunn, che nel XVIII secolo influenzò significativamente l'architettura, in particolare quella sacra, nella Germania meridionale, nel Tirolo e nella Svizzera. Si sposò a Bernried, ma visse successivamente a Weilheim, dove si presume che sia deceduto nel 1704.

## Opere (selezione)
- Cappella di san Sebastiano, Ellwangen, 1666.
- Chiesa parrocchiale di San Michele, Kochel am See, torre ottagonale 1670–72, navata centrale 1688–90.
- Monastero di Andechs, conte Berthold Zimmer, 1670–74 (attribuita).
- Chiesa di san Giovanni d. T.  in Wackersberg, frazione di Fischbach.[1]
- Chiesa a Bichl, Torre, 1672.
- Chiesa parrocchiale di Benediktbeuern, Torri e parte orientale del coro, 1672–73.
- Castello di Ammerland, verso il 1680.
- Cappella di San Michele, Inning am Ammersee, frazione Schlagenhofen, verso il 1680.
- Santuario di Maria Assunta a Oberostendorf, 1681.
- Santuario di San Magno a Leuterschach (ricostruzione del 1681; attribuita).
- Chiesa parrocchiale di San Lorenzo a Königsdorf, torre, verso 1685.
- Chiesa parrocchiale di Lindenberg (frazione di Buchloe), torre, 1685.
- Castello di Allmannshausen, 1696.
- Chiesa parrocchiale di San Vito a Iffeldorf (ricostruzione dopo un incendio, 1699; attribuita).